# Georgiens ishockeyfederation
Georgiens ishockeyfederation ordnar med organiserad ishockey i Georgien Georgien inträdde den 8 maj 2009 i IIHF.

### Fotnoter
1. ↑  ”Georgia”. International Ice Hockey Federation. http://www.iihf.com/iihf-home/countries/georgia.html. Läst 9 april 2012.